# Let there be music (album)
Let there be music is een studioalbum van Orleans. Nadat ABC Records het vertrouwen in de band had opgezegd, vond Orleans onderdak bij David Geffens Asylum Records. ABC vond op Orleans II geen nummer met hitpotentie staan. Muziekproducent Chuck Plotkin van Asylum vond van wel en weekte de rechten los van zowel Dance with Me als Let there be music. Deze zogenaamde niet hitgevoelige nummers haalden de Billboard Hot 100, toen zij door producer en band in een nieuw jasje werden gestoken. Het album werd opgenomen in de Elektra Sound Recorders Studio in Los Angeles.
Plotkin zou later een aantal albums van Bruce Springsteen produceren.

## Inleiding
- John Hall – zang, gitaar
- Larry Hoppen – gitaar, zang, toetsinstrumenten
- Lance Hoppen – basgitaar, zang
- Wells Kelly – slagwerk, percussie, zang

## Muziek
| Nr. | Titel                                               | Duur |
| --- | --------------------------------------------------- | ---- |
| 1.  | Fresh wind (John Hall, Johanna Hall)                | 3:21 |
| 2.  | Dance with Me (John Hall, Johanna Hall)             | 3:20 |
| 3.  | Times passes on (John Hall, Johanna Hall)           | 3:35 |
| 4.  | Your life my freind (John Hall, Johanna Hall)       | 3:14 |
| 5.  | Let there be music (Larry Hoppen, Johanna Hall)     | 4:04 |
| 6.  | Business as usual (John Hall, Johanna Hall)         | 4:12 |
| 7.  | Cold spell (John Hall, Johanna Hall)                | 4:18 |
| 8.  | Ending of a song (Larry Hoppen, Marilyn Mason)      | 3:19 |
| 9.  | Give one heart (John Hall, Johanna Hall)            | 4:03 |
| 10. | You’re given me something (John Hall, Johanna Hall) | 3:48 |